# Shmuel Agmon
Shmuel Agmon (2 tháng 2 năm 1922, Tel Aviv, Palestine Ủy trị và mất ngày 21 tháng 3 năm 2025) là một nhà toán học người Israel. Ông được biết đến với những đóng góp vào giải tích toán học và các phương trình đạo hàm riêng.

## Cuộc đời

### Học vấn
Năm 1940, Agmon bắt đầu học toán tại Đại học Hebrew của Jerusalem. Ông gia nhập Lữ đoàn Do Thái của Quân đội Anh trước khi tốt nghiệp và phục vụ bốn năm ở Síp, Ý và Bỉ trong Đệ nhị thế chiến.
Sau khi giải ngũ, Agmon hoàn thành bằng đại học và thạc sĩ tại Đại học Hebrew và sau đó sang Pháp để học cao hơn. Năm 1949, ông nhận bằng tiến sĩ từ Đại học Paris-Sorbonne dưới sự hướng dẫn của Szolem Mandelbrojt, nhà toán học người Ba Lan-Pháp với luận án "Sur les series de Dirichlet" (Về các chuỗi Dirichlet).

## Sự nghiệp
Trong khoảng thời gian từ 1950 đến 1952, ông làm giảng viên thỉnh giảng tại Đại học Rice và sau đó trở lại Jerusalem. Ông được bổ nhiệm làm giáo sư chính thức tại Đại học Hebrew vào năm 1959.
Lĩnh vực nghiên cứu chủ yếu của ông là giải tích và các phương trình đạo hàm riêng.

## Giải thưởng
Shmuel Agmon đã nhận được nhiều giải thưởng danh giá. Trong đó bao gồm:
- Giải thưởng Israel (1991)

- Giải thưởng EMET (2007)
- Giải thưởng Weizmann
- Giải thưởng Rothschild

Ông cũng là thành viên của Hội Toán học Hoa Kỳ từ năm 2012.